# Fargo, Arkansas
Fargo là một thị trấn thuộc quận Monroe, tiểu bang Arkansas, Hoa Kỳ. Năm 2010, dân số của thị trấn này là 98 người.

## Dân số
- Dân số năm 2000: 118 người.
- Dân số năm 2010: 98 người.